# La Seu d'Urgell
La Seu d'Urgell là thủ phủ của comarca (hạt) Alt Urgell, thuộc tỉnh Lleida, ở Catalonia, Tây Ban Nha.

## Các khu vực của la Seu d'Urgell

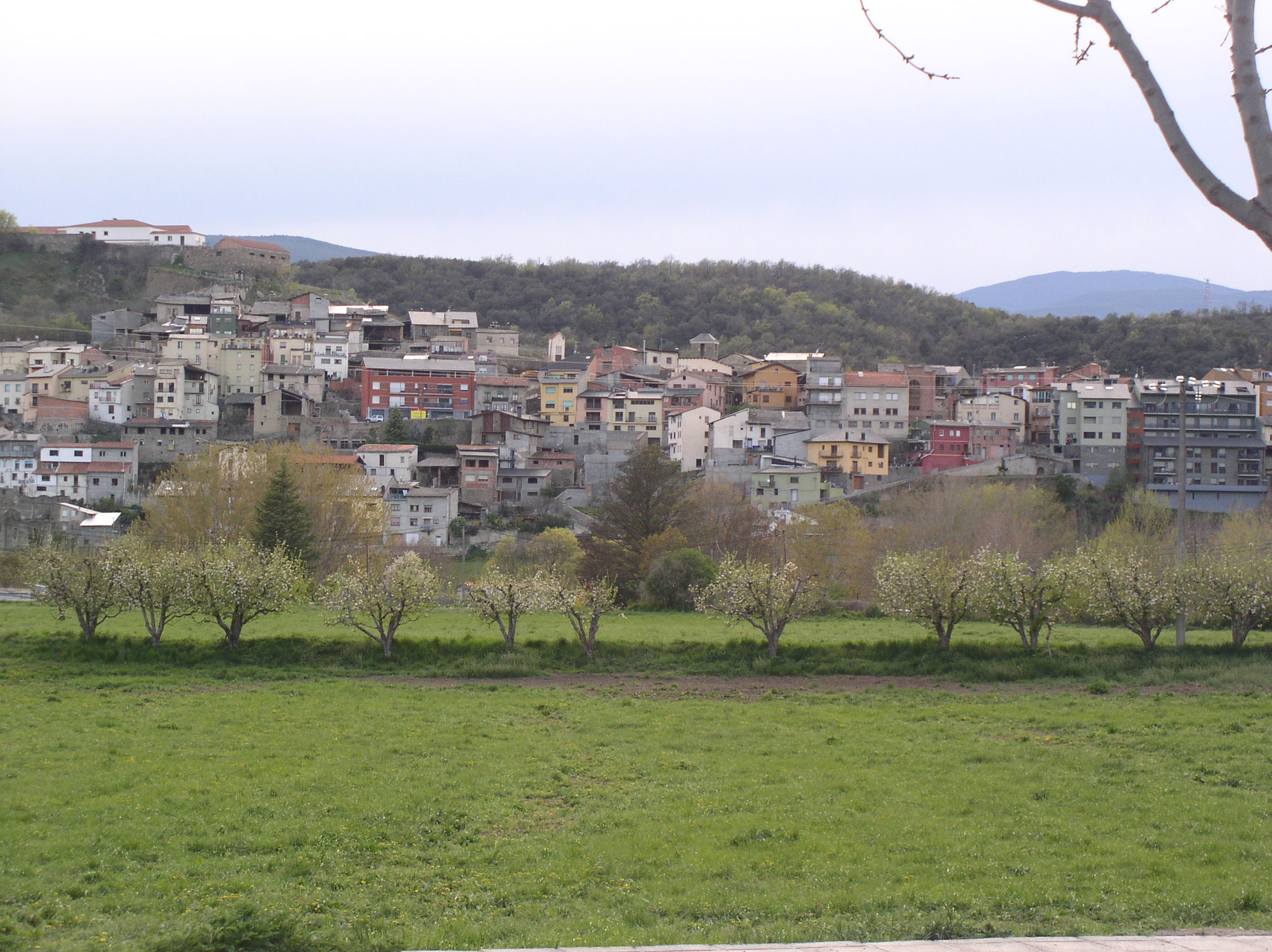
Castellciutat (la Seu d'Urgell)

- Castellciutat (town)
- Sant Antoni
- Sant Pere
- Santa Magdalena
- Serrat de la Capella
- Valls del Poblesec
- town center historic district

## Biến động dân số
| 1900 | 1930 | 1950 | 1970 | 1986 | 2007  |
| ---- | ---- | ---- | ---- | ---- | ----- |
| 3520 | 4584 | 7062 | 9404 | n/a  | 12703 |

## Các điểm cao
- Pic de Salòria 2.789 m.
- Monturull 2.761 m.
- Torreta de Cadí 2.562 m.
- Cap del Verd in Alt Urgell và Solsonès 2.282 m.
- El Coscollet 1.610 m.